# ヘント〜ウェヴェルヘム2006
ヘント〜ウェヴェルヘム2006は、ヘント〜ウェヴェルヘムの64回目のレース。2006年4月5日に行われた。

## 結果
ヘントからウェヴェルヘムまで。210km。

### 総合成績
| 順位 | 選手名                     | 国籍           | チーム                             | 時間          |
| ---- | -------------------------- | -------------- | ---------------------------------- | ------------- |
| 1    | トル・フースホフト         | ノルウェー     | クレディ・アグリコル               | 4時間53分15秒 |
| 2    | ダヴィト・コップ           | ドイツ         | ゲロルシュタイナー                 | 同            |
| 3    | アレッサンドロ・ペタッキ   | イタリア       | チーム・ミルラム                   | 同            |
| 4    | フィリッポ・ポッツァート   | イタリア       | クイックステップ・イネルゲティック | 同            |
| 5    | ジョージ・ヒンカピー       | アメリカ合衆国 | ディスカバリーチャンネル           | 同            |
| 6    | ファビアン・カンチェラーラ | スイス         | チームCSC                          | 同            |
| 7    | ベルンハルト・アイゼル     | オーストリア   | フランセーズ・デ・ジュー           | 同            |
| 8    | エルキ・プトセプ           | エストニア     | AG2R                               | 同            |
| 9    | アラン・デイヴィス         | オーストラリア | リベルティ・セグロス＝ヴュルト     | 同            |
| 10   | クルトアスル・アルヴェセン | ノルウェー     | チームCSC                          | 同            |